# 清泉女学院中学高等学校
清泉女学院中学高等学校（せいせんじょがくいんちゅうがくこうとうがっこう、英語: Seisen Junior and Senior High School）は、神奈川県鎌倉市城廻に所在し、中高一貫教育を提供する私立女子中学校・高等学校。高等学校において、生徒を募集しない完全中高一貫校。

## 概要
カトリック女子修道会である「聖心侍女修道会（本部：イタリア・ローマ）」を母体として設立された。日本国内に5校、ヨーロッパ、アフリカ、アメリカ中南米諸国、ならびにインド、フィリピンなど世界17カ国に63校の姉妹校を持つ。音楽部は全国強豪である。また、ソフトテニス部、ソフトボール部、演劇部も大会で結果を残している。
本校のモットーは、「神の み前に 清く 正しく 愛深く」であり、心を豊かにするライフオリエンテーション、特色ある異文化交流、全校的なICT活用、活発な課外活動を特色としている。
校舎は、大船駅からバスで5分、周囲を緑に囲まれた、北条早雲が築城したとされる玉縄城跡にある。
入学時や在学時における寄付金制度が無いことも特徴。

## 沿革
沿革節の主要な出典は、清泉女学院中学高等学校公式サイトによる。
- 1934年（昭和09年）- 聖心侍女修道会の4名のシスター来日。シスター・オリバ・レイナにより学校名が「清泉」（Fuente de pureza）と命名
- 1947年（昭和22年）- 神奈川県横須賀市に清泉女学院小学校・中学校開校。初代院長はマドレ・エルネスティナ・ラマリョ。開校にあたっては、アメリカ横須賀基地司令官のベントン・W・デッカーの支援があった[1]。
- 1948年（昭和23年）- 清泉女学院高等学校が開校、清泉女学院中学高等学校となる。
- 1952年（昭和27年）- 聖心侍女修道会創立者であるラファエラ・マリアが列福された。この日を記念し、5月18日が清泉女学院中学高等学校の創立記念日とされる。
- 1963年（昭和38年）- 現在地（玉縄城跡）に移転
- 1972年（昭和47年）- 本校講堂が完成し、創立25周年記念式典を実施
- 1998年（平成10年）- 創立50周年記念式典
- 2002年（平成14年）- ラファエラ館増改築工事、講堂棟改修工事完成
- 2011年（平成23年）- 南教室棟免振方式の耐震補強工事完了。東日本大震災直前に工事が完了したため、地震による校舎の被害が無かった。
- 2012年（平成24年）- 東棟、西棟、図書館棟、北棟、講堂棟耐震補強工事完了
- 2018年（平成30年）- 学校情報化優良校認定
- 2021年（令和03年）- 「主体的・対話的で深い学び」を実現するため、授業時間を従来の45分から65分へ拡大

## 主な学校行事
- 4月　始業式、入学式、新入生歓迎会、生徒総会、理科野外学習（中３）
- 5月　オリエンテーションキャンプ（中１）、創立記念ミサ、中間試験、理科校内野外学習（中１）
- 6月　高校合唱祭、生徒総会、理科野外学習（中２）、校内大学説明会（高校）
- 7月　ニュージーランド短期留学・語学研修（中３・高１希望者）、バザー、期末試験、国語校外学習（高２）、平和記念ミサ、終業式、ICT特別講座（中１・２）、夏期講座（中３・高校）、ライフオリエンテーション（中２）
- 8月　ベトナムスタディツアー（高１・２希望者）
- 9月　始業式、清泉祭
- 10月　体育祭、生徒総会、中間試験、ライフオリエンテーション（中１）
- 11月　理科野外学習（高１）、卒業試験（高３）
- 12月　中学合唱祭、期末試験、大掃除、クリスマス会、クリスマスミサ、終業式
- 1月　始業式、ニュージーランド短期留学（中３希望者）、体育校外実習（高１）
- 2月　清泉インターナショナルスクール1週間留学（中３希望者）
- 3月　学年末試験、送別会、卒業式、生徒総会、特別授業、ライフオリエンテーション（中３）、修学旅行（高２）、My Story Project発表会、終業式、イングリッシュ・キャンプ（中１・２希望者）[4]

### ミサ
年に3回、講堂で全校ミサが行われる。5月は、創立者の聖ラファエラ・マリアに祈りをささげる創立記念ミサ、7月は、有志のギター隊が伴奏をするフォークミサ形式の平和祈念ミサ、12月は、管弦楽部の伴奏でハレルヤコーラスを合唱するクリスマスミサである。

### 清泉祭
クラブごとに1年間の活動の成果を発表する。文化系クラブは教室展示や舞台での発表、スポーツ系クラブは試合や公開練習、体験イベントを用意している団体もある。運営は中1～高2清泉祭実行委員を中心に生徒が行い、スローガンの決定から全体の装飾まで、1年間かけて準備する。

### 体育祭
各学年の体育祭実行委員を中心に、スローガンの決定、種目の選択、企画など生徒の手によって運営される。応援合戦から始まり、100m走、400mリレーなどの個人種目や玉入れ、綱引き、騎馬戦などの団体競技まで、様々な種目で競う。

### 合唱祭
高校合唱祭は6月、中学合唱祭は11月にそれぞれ開催され、クラス別に練習の成果を披露する。外部審査員により、最優秀賞、優秀賞などが授与される。

### 入学式・卒業式
ロッシーニの3つの聖歌「信仰・希望・愛」のうち、入学式では、在校生により「希望」が、卒業式では、在校生により「愛」が、卒業生により「信仰」がそれぞれ合唱される。

### バザー
7月のバザーは50年以上の歴史があり、在校生とその保護者だけでなく、卒業生とその保護者までが協力して行う。ただし、バザーに時間を割けない保護者の負担軽減にも配慮されている。

## 教育内容
中学1年生のみ5クラス編成。中学2年から高校3年までは4クラス編成で、1コマ65分の5時間授業。土曜日授業も行っている。
英語と数学については中学1年より習熟度別授業を行っており、英語は入試の選考枠や入学時に英検3級以上を取得しているか否かによって、SEクラス、AEクラス、AREクラスの3クラス、数学は中1の１学期における成績に基づき、中1の2学期より2クラスに分けた授業を行う。また、中学3年次より、高校の学習を開始する。
通常の教科に加え、倫理科が設けられ、生徒一人ひとりの視野を広げ、変化する社会の中で「どのように生きるか」を考える授業が行われているほか、土曜日の授業外の時間を使って、中2以上の希望者を対象に、スペイン語、中国語、英会話を学ぶことができる。
スペシャルプログラムとして、自らの力をどう活かしていきるかを学ぶ「ライフオリエンテーションプログラム」、世界の人々と共にいきるための「グローバルプログラム」、未来を切り開く知を創造する「ライフナビゲーションプログラム」、未知なる世界へ好奇心と探求心を持つための「サイエンスICTプログラム」が設けられている。
年間を通じて、学力推移を測る模試や、希望者向けの英語検定等も行われている。

## 校風・制服
カトリックの学校で、制服や一定のルールもあるが、比較的自由な校風のため、髪型やカバンなどで細かな規則はない。また、生徒の自主性を重んじ、生徒のやりたいことを学校が支援することを惜しまないとしており、実際に学校独自の委員会活動なども生徒の発案を教員が支援して、立ち上げられている。

### 制服[10]

#### 冬服・正装
普段はベージュのブラウスと紺のジャンパースカートに、セーターやカーディガン、ブレザーを着用する。スラックスの選択も可能。入学式・卒業式・創立記念日のミサには、ジャンパースカートの正装で参列する。

#### 夏服・盛夏服
5月～10月の夏服はジャンパースカートにブラウスを着用する。スラックスの選択も可能。夏服のブラウスは、白地に紺のピンストライプ。
6月～9月には、丸襟（ギンガムチェック）と角襟（ストライプ）の、2種類のワンピースタイプの盛夏服の選択も可能。

## 施設
免震構造の教室棟（南教室棟）、1200名収容の講堂、第１グラウンド、第２グラウンド、体育館、テニスコート（ハード３面、人工芝２面）、地下ホール、中学理科室、生物室、化学室、物理室、図書館（２フロア、蔵書61,000冊、司書2名）、美術や音楽等の授業に用いるラファエラ館、カフェテラスなどがある。プールはないため、体育の授業に水泳はない。
昼食は持参弁当のほか、注文弁当、自販機のパンなどもある。また、生徒会が企画・運営しているアイスクリームの自動販売機がある。

## 委員会活動
生徒会を執行部とした各種委員会活動が行われ、生徒が自主的・主体的に運営を行っている。学内のICT利活用を推進するICT委員会、他校と連携してAI倫理憲章の作成を行うAI倫理会議実行委員会といった特色ある委員会活動も行われている。
- ICT委員会 - Chromebookの活用などICTの利用を推進することを目的とした委員会。タイピングコンテストの主催なども行っている。2020年ICT夢コンテスト優良賞[13]
- 福祉委員会 - 募金活動、バザー活動、福祉施設へのクリスマスカードの送付などを行っている。
- AI倫理会議実行委員会 - 政府や研究機関の関係者による講演などの企画を通じ、他校と連携してAI倫理憲章を作成し、内閣府に提出する活動を継続している。[14]

## 部活動

### 運動部
- 器械体操部
- ソフトテニス部
- ソフトボール部
- 卓球部
- ダンス部
- テニス部
- バスケットボール部
- バレーボール部
- 陸上競技部

### 文化部
- ESS（英語部）
- 演劇部
- 音楽部 - 合唱の強豪[15][16][17]
- 化学部
- 華道部
- 管弦楽部
- 写真部
- 手工芸部
- 書道部
- 生物部
- 美術部
- 文芸部
- 料理部
- 軽音楽部

## 進路
2024年春の大学合格実績については、東京大学2名、早稲田大学16名、慶應義塾大学15名、上智大学34名、医科大学４名、海外大学5名などとなっており、卒業生160名の分野別進路は、文学・史学・哲学系18％、医・薬・看護・保健系16％、外国語・国際系13％、社会・情報系12％、理工・物理・建築系10％、法律・政治系6％、経済・経営・商学系6％、教育系5％などとなっている。 なお、例年、上智大学へは、カトリック校特別入学試験による合格率が高く、学年の１割以上が進学している。

## 著名な出身者
- 堂本暁子 - 元千葉県知事（東日本で初の女性知事）、元参議院議員、元TBS記者
- 田中優子 - 法政大学第19代総長（東京六大学で初の女性総長）、同大学名誉教授、江戸文化研究者
- 宮沢明子 - ピアニスト、エッセイスト
- 小林あずさ - 女優、タレント、レポーター、元青森放送アナウンサー
- 玉川奈々福 - 浪曲師、日本浪曲協会理事
- 真野響子 - 女優
- 友里千賀子 - 女優
- 鯨エマ - 女優、声優、演出家、劇作家
- 関谷亜矢子 - フリーアナウンサー、元日本テレビアナウンサー
- 鈴木涼美 - 作家、エッセイスト/ 中学校まで在籍
- ますい志保・ますいさくら（双子） - 銀座のクラブの元ママ兼作家/ 高等学校中退
- 村主章枝 - 元フィギュアスケート選手、2006年トリノ五輪4位
- 村主千香 - 元フィギュアスケート選手
- 諸岡奈央 - 空手家、空手指導者
- 酒井麻里子 - 元アーティスティックスイミング選手、2012年ロンドン五輪5位
- 桐島洋子 - エッセイスト、ノンフィクション作家／中学校卒業
- 美馬怜子 - モデル、タレント
- ミネハハ - 歌手
- 松田美智子 - 料理研究家
- 柴田陽子 - ブランドプロデューサー
- 野村淳子 - 化学者、 東京科学大学社会連携・DE＆I本部マネジメント教授
- 手塚由比 - 建築家
- 稔幸 - 元宝塚歌劇団星組トップスター
- 真野すがた - 元宝塚歌劇団花組男役
- 朝美絢 - 宝塚歌劇団雪組トップスター
- 天野珠路 - 保育学者、鶴見大学短期大学部保育科教授
- 藤井佳代子 - 女優、声優
- 伊藤佐智子 - 衣裳デザイナー、スタイリスト、クリエイティブ・ディレクター
- 真瀬はるか - 女優、元劇団四季所属、元宝塚歌劇団花組男役
- 貞末奈名子 - 実業家、メーカーズシャツ鎌倉代表取締役社長
- 宮川惠子 - 元セーリング選手、2016年リオ五輪日本代表
- 吉井瑞穂 - オーボエ奏者、東京藝術大学音楽学部器楽科准教授

## 交通
- JR東海道線・横須賀線・根岸線・湘南モノレール線大船駅からバス5分、または徒歩20分。大船駅からのバスは神奈川中央交通により、大船駅ー清泉女学院間の路線区間で登下校時間等に配慮した運行が行われており、清泉女学院敷地内にバス停留所があるため、ほとんどの生徒は大船駅よりバスを利用している。